# Apamea cogitata
Apamea cogitata är en fjärilsart som beskrevs av Smith 1890. Apamea cogitata ingår i släktet Apamea och familjen nattflyn. Inga underarter finns listade i Catalogue of Life.